# Martin Shakar
Martin Shakar (Detroit, 1º gennaio 1940) è un attore statunitense.
Inizia a dedicarsi al mondo del cinema nella metà degli anni settanta, e tra i suoi primi lavori, vi è La febbre del sabato sera del 1977 in cui fa la parte di Frank Manero Jr., accanto a John Travolta.

## Filmografia parziale
- La febbre del sabato sera (Saturday Night Fever), regia di John Badham (1977)
- Senza traccia (Without a Trace), regia di Stanley R. Jaffe (1983)
- Oltre il ponte di Brooklyn (Over the Brooklyn Bridge), regia di Menahem Golan (1984)
- Invasion U.S.A., regia di Joseph Zito (1985)
- Fresh, regia di Boaz Yakin (1994)
- Il gioco dei rubini (A Price Above Rubies), regia di Boaz Yakin (1998)
- Hell's Kitchen - Le strade dell'inferno (Hell's Kitchen), regia di Tony Cinciripini (1998)
- Le ragazze dei quartieri alti (Uptown Girls), regia di Boaz Yakin (2003)
- Controcorrente (Against the Current), regia di Peter Callahan (2009)

## Doppiatori italiani
- Antonio Colonnello in La febbre del sabato sera
- Christian Iansante in La febbre del sabato sera (ridoppiaggio)